# Bakonyi Károly (altábornagy)
Szigetszentmiklósi Bakonyi Károly (Pardubice, 1839. június 29. – Szeged, 1910. október 13. Szeged) magyar katonatiszt, címzetes altábornagy. Négy évtizedes katonai pályafutását a császári-királyi hadseregben kezdte, 1869-tól a m. kir. honvédség kötelékében szolgált.  

## Élete
Édesapja állatorvos volt. 1856-ban hadapródként belépett a cs. kir. 6. (Coronini-Cronberg) sorgyalogezredbe. 1859-ben alhadnaggyá nevezték ki, ezredével részt vett a szárd–francia–osztrák háborúban, majd 1864-ben a porosz–osztrák–dán háborúban is. Az 1866-os porosz–osztrák háborúban már főhadnagyként harcolt.    
A kiegyezés után átlépett az újonnan megalakult m. kir. honvédség kötelékébe, a Nagyváradon állomásozó 10. dél-bihari honvéd zászlóaljhoz osztották be, e mellett tisztképző tanfolyamokon is tanított. 1871-ben II. osztályú, a következő évben I. osztályú századossá léptették elő, 1873-75 között a Honvédelmi Minisztériumban szolgált. 1875-től 1879-ig az 58. dél-pozsonyi, a 9. békés-bihari, illetve a 47. heves-kunsági honvéd zászlóaljaknál volt beosztva. 1879-ben őrnaggyá léptették elő, ettől az évtől a Ludovika Akadémián tanított 1883-ig. Ez után a Honvédelmi Minisztérium II. ügyosztályára osztották be, 1884 novemberében alezredessé lépett elő, 1887-tól pedig ő lett a II. ügyosztály vezetője. 
1888. január 31-én magyar nemességet kapott szigetszentmiklósi előnévvel, májusban ezredessé léptették elő, majd kinevezték a 4. gyalog féldandár parancsnokának. 1890-ban a 45. honvéd gyalogdandár élére nevezték ki. 1896 áprilisában egészségügyi okokból felmentették, majd novemberben nyugdíjazták. Ez után műfordítással foglalkozott, többek közt Herczeg Ferenc műveit fordította német nyelvre.
Nyugdíjba vonulása után Budapesten, majd Szegeden élt, itt hunyt el 1910. október 13-án. A Szeged-belvárosi temetőben helyezték örök nyugalomra.

## Családja
1871. augusztus 30-án feleségül vette revisnyei Reviczky Szerénát, a házasságból négy gyermek származott:  
- Károly (* 1873. július 31. Nagyvárad – 1926. október 25. Budapest). Író, színműíró, miniszteri tanácsos.[3]
- Rózsa (* 1874. augusztus 10. Nagyvárad – 1949. április 19. Budapest[4]) Férje Rieger Lajos volt.
- Szeréna (* 1877. január 9. Budapest). Férje dr. Kelemen Béla volt.
- Vilma (* 1883. április 3. Budapest). Férje dr. Boros József volt.[5]

## Előmenetele
- II. osztályú hadnagy 1859. május 2.
- I. osztályú hadnagy 1859. július 1.
- főhadnagy 1866. május 1.
- II. osztályú százados 1871. november 1.
- I. osztályú százados 1872. november 27.
- őrnagy 1879. május 1.
- alezredes 1884. november 1.
- ezredes 1888. május 1.
- vezérőrnagy 1894. május 1.
- címzetes altábornagy 1896. május 1.

## Kitüntetései
- Vaskorona-rend 3. osztálya (1888)
- Katonai Érdemkereszt (1882)
- Bronz Katonai Érdemérem vörös szalagon (1890)
- 1864. évi Dán Hadjárat Emlékérme (1864)
- Hadiérem (1874)
- Tiszti Szolgálati Jel III. osztálya (1878)

## Művei
- Bakonyi Károly – Pathó Géza (szerk.): Az osztrák-magyar monarchia haderejének szervezete. Budapest, 1884
- Fegyvertan, a m. kir. szegedi honvédkerület tiszti és tisztképző tanfolyama részére. Ábrákkal. Szeged (kézirat)